# IROC V

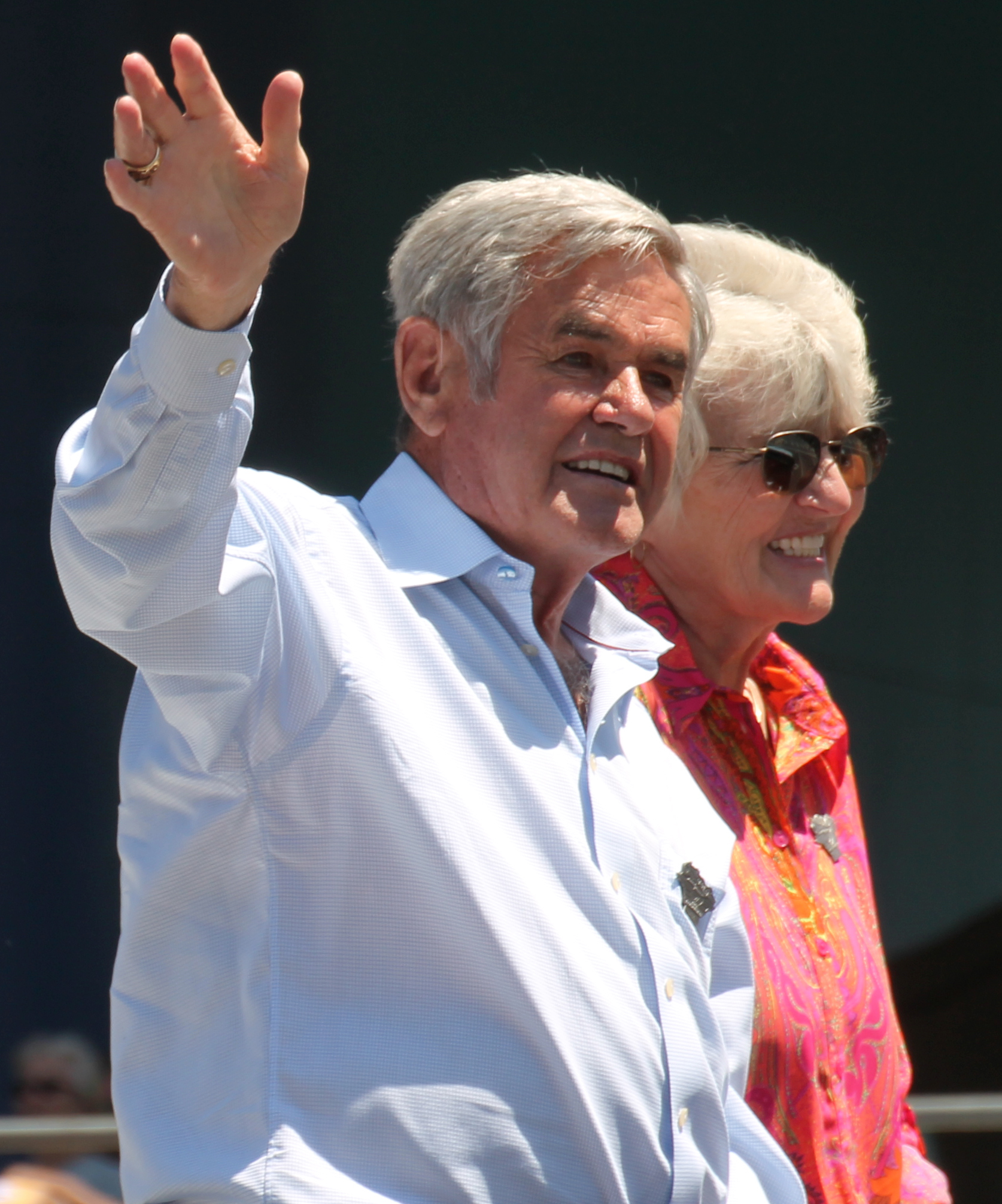
Al Unser

La cinquième édition de l'International Race of Champions, disputée en 1977 et 1978, a été remportée par l'Américain Al Unser. Tous les pilotes  conduisaient des Chevrolet Camaro.

## Courses de l'IROC V
| Date              | Lieu      | Vainqueur       | Nationalité | Championnat d'origine |
| 17 septembre 1977 | Michigan  | Al Unser        | États-Unis  | IndyCar (USAC)        |
| 15 octobre 1977   | Riverside | Al Unser        | États-Unis  | IndyCar (USAC)        |
| 16 octobre 1977   | Riverside | Cale Yarborough | États-Unis  | Winston Cup (NASCAR)  |
| 17 février 1978   | Daytona   | Mario Andretti  | États-Unis  | Formule 1 (FIA)       |

## Classement des pilotes
| Classement | Pilote            | Pays       | Championnat          | Gains (en $) |
| ---------- | ----------------- | ---------- | -------------------- | ------------ |
| 1er        | Al Unser          | États-Unis | IndyCar (USAC)       | 50 000       |
| 2e         | Mario Andretti    | États-Unis | Formule 1 (FIA)      | 26 000       |
| 3e         | Darrell Waltrip   | États-Unis | Winston Cup (NASCAR) | 23 000       |
| 4e         | Cale Yarborough   | États-Unis | Winston Cup (NASCAR) | 23 000       |
| 5e         | Richard Petty     | États-Unis | Winston Cup (NASCAR) | 20 000       |
| 6e         | Gordon Johncock   | États-Unis | IndyCar (USAC)       | 17 500       |
| 7e         | Benny Parsons     | États-Unis | Winston Cup (NASCAR) | 16 000       |
| 8e         | Jacky Ickx        | Belgique   | Formule 1 (FIA)      | 15 000       |
| 9e         | Johnny Rutherford | États-Unis | IndyCar (USAC)       | 12 000       |
| 10e        | Gunnar Nilsson    | Suède      | Formule 1 (FIA)      | 7 500        |
| 11e        | Tom Sneva         | États-Unis | IndyCar (USAC)       | 7 500        |
| 12e        | Al Holbert        | États-Unis | IMSA                 | 7 500        |

Note: Affaibli par la maladie qui l'emportera quelques mois plus tard, Gunnar Nilsson déclara forfait pour la dernière course du championnat à Daytona.